# Jean-Francis Samba
Jean-Francis Samba est un ancien footballeur international et entraîneur congolais, né le 5 juillet 1963 à Brazzaville et mort le 31 août 2014 à Saint-Pierre (La Réunion). Il évoluait au poste d'attaquant.

## Biographie
Né à Brazzaville, Jean-Francis arrive en France avec ses parents à l'âge de 12 ans. Il grandit à Sarcelles (Val-d'Oise) où il commence la pratique du football.
Après un passage à l'US Marly-le-Roi, il découvre le football professionnel en 1984 à l'AS Cannes en Division 2, division dans laquelle il inscrit 27 buts en 73 matchs.
Il accède à la Division 1 en 1987 avec le club azuréen. Mais victime d'une grave blessure à l'intersaison, il ne joue que très peu parmi l'élite.
En 1989, il retourne en Division 2 et s'engage au Stade de Reims.
En 1990, non remis de sa grave blessure subie avec la sélection du Congo en 1987 lors des 3e Jeux d'Afrique centrale, il met fin à sa carrière professionnelle.
Par la suite, il s'installe à La Réunion et poursuit une carrière amateure avec les clubs de la JS Saint-Pierroise, l'US Cambuston et la SS Tamponnaise. Il devient ensuite éducateur pour la JS Saint-Pierroise, club pour lequel il assurera l'intérim comme entraîneur de l'équipe première à deux reprises en 2000 et 2011.
Il meurt en 2014 des suites d'un cancer.

## Statistiques
| Saison                | Club                  | Championnat           | Championnat | Championnat | Coupe nationale | Coupe nationale | Coupe de la Ligue | Coupe de la Ligue | Compétition(s) continentale(s) | Compétition(s) continentale(s) | Compétition(s) continentale(s) | Total | Total |
| Saison                | Club                  | Division              | M.          | B.          | M.              | B.              | M.                | B.                | Comp.                          | M.                             | B.                             | M.    | B.    |
| 1984-1985             | AS Cannes             | Division 2            | 24          | 10          | 3               | 1               | 0                 | 0                 | -                              | -                              | -                              | 27    | 11    |
| 1985-1986             | AS Cannes             | Division 2            | 29          | 9           | 0               | 0               | 0                 | 0                 | -                              | -                              | -                              | 29    | 9     |
| 1986-1987             | AS Cannes             | Division 2            | 20          | 8           | 3               | 1               | 0                 | 0                 | -                              | -                              | -                              | 23    | 9     |
| 1987-1988             | AS Cannes             | Division 1            | 6           | 0           | 1               | 0               | 0                 | 0                 | -                              | -                              | -                              | 7     | 0     |
| 1988-1989             | AS Cannes             | Division 1            | 8           | 0           | 0               | 0               | 0                 | 0                 | -                              | -                              | -                              | 8     | 0     |
| 1989-1990             | Stade de Reims        | Division 2            | 9           | 1           | 1               | 0               | 0                 | 0                 | -                              | -                              | -                              | 10    | 1     |
| Total sur la carrière | Total sur la carrière | Total sur la carrière | 96          | 28          | 8               | 2               | 0                 | 0                 | -                              | 0                              | 0                              | 104   | 30    |